# إسلام سيري
إسلام سيري هو لاعب كرة قدم مصري في مركز الدفاع، ولد في 16 يناير 1992 في مدينة الإسماعيلية في مصر. لعب مع النادي الأهلي ونادي بتروجيت ونادي بلدية المحلة ونادي سوهاج.

## وصلات خارجية
- إسلام سيري على موقع قاعدة بيانات كرة القدم.إي يو (الإنجليزية)